# Pearls of Passion
Pearls of Passion — дебютный альбом шведской поп-рок группы Roxette. Первоначально альбом был издан на кассетах и виниловых пластинках в Скандинавии и Канаде (31 октября 1986 года). Позднее альбом был переработан и выпущен на компакт-дисках 31 октября 1997 года: CD также включал ранее неизданные бонус-треки. Альбом был также переработан ещё раз и переиздан в 2009 году.

## История написания и записи
Roxette сформировался как дуэт, состоящий из Пера Гессле и Мари Фредрикссон, которые в родной Швеции к тому времени уже стали успешными и состоявщимися артистами. Гессле достиг значительного коммерческого успеха со своей шведской группой Gyllene Tider, выпустив три альбома № 1 в Швеции в начале 1980-х. После распада группы в 1984 году, сольные альбомы Гессле не смогли повторить успех Gyllene Tider: оба сольника артиста Per Gessle (1983) и Scener (1985) стали коммерческими провалами. Последний достиг 39 строки в чарте альбомов Topplistan и продался общим тиражом менее 20 000 копий, что являлось значительным провалом по сравнению с 400 000 одноимёнными дебютными проданными альбомами Gyllene Tider пятью годами ранее. Позже Гессле рассказывал в интервью, что EMI Sweden были готовы разорвать с ним контракт после коммерческого провала его второго сольного альбома Scener. В это же время карьера Фредрикссон шла в гору: она также была подписана с EMI Sweden и выпустила два коммерчески успешных альбома Het vind (1984) и получивший «платиновый» статус в Швеции Den sjunde vågen (1986), а также несколько популярных синглов.
Пер Гессле написал песню на шведском языке под названием «Svarta glas» для шведской певицы Перниллы Вальгрен. Песня была отправлена в офис её нового лейбла Alpha Records, но ответа от них Гессле так никогда и не получил. Тогда Рольф Нюгрен, управляющий директор EMI Sweden, предложил музыканту перевести текст на английский и записать сингл с Мари Фредрикссон. Оба музыканта ранее уже работали на одной сцене (хоть и в разных коллективах), в частности они выступали в Хальмстаде, который в 1960-х годах называли «шведским Ливерпулем». Студийный ментор на EMI Sweden, который работал как с Пером, так и с Мари, Къель Андерссон (швед. Kjell Andersson), порекомендовал дуэту нового продюсера, Кларенса Эвермана, который уже работал с Пю Бэкман. Эверман в свою очередь познакомил дуэт с ударником Пелле Альсингом.
Эта песня стала первым синглом нового дуэта — «Neverending Love». Виниловый сингл вышел с обложкой с портретным изображением мужчины и женщины, а не с фотографией Гессле и Фредрикссон, так как музыканты не хотели, чтобы в случае провала песня ассоциировалась с ними. Песня достигла 3 позиции в шведском чарте синглов. Остальные песни для альбома были записаны в течение лета 1986 года.
Dance Passion, сборник-EP, содержащий 7 ремиксов на песни из альбома Pearls of Passion вышел в Швеции в 1987 году. Ещё две песни из альбома были записаны снова и выпущены в других альбомах Roxette: «Soul Deep» вошла в CD-версию альбома Joyride (1991), а «So Far Away» вышла через года на альбоме Tourism.
В 1987 году после выхода альбома группа отправилась в тур по Швеции, который был раскуплен полностью, а также выступала на немецком телевидении.

## Форматы записи
В 1986 году первый тираж альбома был выпущен только в Скандинавии и Канаде. Первый тираж шведской пластинки имеет выгравированную надпись по ободу: «T’WAS A PLEASURE — CAPTAIN AND KANGAROO». Надпись имеет скрытое значение, но Пер Гессле не раскрывает секрет и хочет чтобы это осталось в тайне. В Канаде альбом вышел на лейбле Capitol Records, но включал 7" версию песни «Soul Deep», вместо обычной альбомной версии. После невероятного успеха Roxette с альбомом Look Sharp!, было принято решение перевыпустить альбом в 1989 году.
В Скандинавии Pearls of Passion был перевыпущен в 1991 году. Единственным различием между оригинальной шведской пластинкой и переизданием стало то, что новый тираж имел надпись «910902» вместо секретной надписи про «капитана и кенгуру» как на оригинальной пластинке.
Оригинальный CD был изготовлен только в Швеции, и, когда альбом переиздавался в 1991 году, при печати буклета к диску была допущена ошибка: на первой странице звезда была помещена перед названием группы Roxette вместо того, чтобы быть сзади названия, как на оригинальном диске.
Существует также бутлег копия CD, отличить её от оригинального диска можно двумя способами: 1) на обратной стороне самого диска должно быть написано «TOOLEX ALPHA CDP 7 46459-2/01 CDM» или «TOOLEX ALPHA CDP 7 46459 2 AO @ 1», а не «7464592» как на бутлеге; 2) на задней вкладке CD-кейса должно быть написано «(P) 1986 EMI SVENSKA AB», а не «(P) 1986, EMI SVENSKA AB» — на бутлеге ошибочно напечатана лишняя запятая.

## Отзывы критиков
Джейсон Дамас критик портала AllMusic дал альбому отрицательный отзыв и поставил оценку 1,5 из 5. Он пишет, что в альбоме нет ничего плохого, но в нём отсутствуют все те элементы, которые сделали альбомы Look Sharp! и Joyride всемирными хитами несколько лет спустя. Он поясняет, что Roxette — поп-группа, которая также может играть и рок, а Пер Гессле — отличный автор песен, который почти никогда не сочинит плохую мелодию, однако в этот альбом вошло большое количество «неотличимой танцевальной поп-музыки и торговая марка группы — гитарные риффы здесь почти полностью отсутствуют». Дамас выделил три «отличные песни» в альбоме: «Soul Deep», «Neverending Love» и «Secrets That She Keeps»; остальные произведения он называет «незначительными, разве что для самых преданных поклонников».
Ежедневная шведская газета Aftonbladet называет Pearls of Passion «лучшим альбомом группы».

## Список композиций
Слова и музыка всех песен — Пер Гессле, если не указано иное.
| №  | Название                 | Музыка                          | Длительность |
| -- | ------------------------ | ------------------------------- | ------------ |
| 1. | «Soul Deep»              |                                 | 3:38         |
| 2. | «Secrets That She Keeps» |                                 | 3:44         |
| 3. | «Goodbye to You»         |                                 | 4:00         |
| 4. | «I Call Your Name»       |                                 | 3:36         |
| 5. | «Surrender»              |                                 | 4:20         |
| 6. | «Voices»                 | Мари Фредрикссон, Пер Андерссон | 4:41         |

| №  | Название                    | Текст песни        | Музыка                  | Длительность |
| -- | --------------------------- | ------------------ | ----------------------- | ------------ |
| 1. | «Neverending Love»          |                    |                         | 3:29         |
| 2. | «Call of the Wild»          |                    |                         | 4:30         |
| 3. | «Joy of a Toy»              |                    | Гессле, Матс МП Перссон | 3:07         |
| 4. | «From One Heart to Another» |                    |                         | 4:08         |
| 5. | «Like Lovers Do»            |                    |                         | 3:22         |
| 6. | «So Far Away»               | Гессле, Хассе Гусс |                         | 5:13         |

| №   | Название                                                    | Музыка      | Длительность |
| --- | ----------------------------------------------------------- | ----------- | ------------ |
| 13. | «Pearls of Passion»                                         |             | 3:33         |
| 14. | «It Must Have Been Love (Christmas for the Broken Hearted)» |             | 4:48         |
| 15. | «Turn to Me»                                                | Фредрикссон | 2:57         |
| 16. | «Neverending Love» (Tits & Ass demo / 1986)                 |             | 2:44         |
| 17. | «Secrets That She Keeps» (Tits & Ass demo / 1986)           |             | 2:53         |
| 18. | «I Call Your Name» (Montezuma Demo / 26.07.86)              |             | 3:02         |
| 19. | «Neverending Love» (Frank Mono-Mix / 1987)                  |             | 3:18         |
| 20. | «I Call Your Name» (Frank Mono-Mix / 1987)                  |             | 3:21         |

## Участники записи
Roxette
- Мари Фредрикссон — ведущий и бэк-вокал, клавишные
- Пер Гессле — ведущий и бэк-вокал

| Аккомпанирующий состав - Пелле Альсинг — ударные - Томми Кассемар — бас-гитара - Йонас Исакссон — электро и акустические гитары - Кларенс Эверман — клавишные, аранжировка, продюсер Технический персонал - Къель Андерссон — художественное оформление конверта - Карл Бенгтссон — фотография - Бьорн Бустрём — звукорежиссёр (песня 7) - Лиза Хэггквист — макияж - Роберт Веллерфорс — звукорежиссёр | Приглашённые музыканты - Маттс Альсберг — акустическая бас-гитара (песня 6) - Пер Андерссон — ударные и аранжировка (песни 2 и 6) - Стаффан Астнер — гитара (песня 2) - Марианна Флиннер — бэк-вокал (песня 1) - Уно Форсберг — труба (песня 1) - Матс МП Перссон — гитара (песня 7) - Микаэль Ренлинден — труба(песня 1) - Анне-Ли Риде — бэк-вокал (песня 1) - Томас Сьёгрен — труба (песня 1) - Матс МП Перссон — перкуссия (песни 1—2, 4, 8—12) - Алар Суурна — перкуссия (песня 6); звукорежиссура - Тим Вернер — ударные (песня 7) |

## Синглы
- «Neverending Love»:
  1. Neverending Love
  2. Neverending Love (Love Mix)
- «Goodbye to You»:
  1. Goodbye to You
  2. So Far Away
- «Soul Deep»:
  1. Soul Deep (7" remix)
  2. Pearls of Passion
- «I Call Your Name»:
  1. I Call Your Name (7" remix)
  2. Surrender

Сингл «I Call Your Name» был выпущен в качестве сингла в некоторых странах 20 января 1988 года. Эта песня не была записана на шведском языке, однако известно её оригинальное название — «Jag hör din röst».

## Позиции в хит-парадах
После выхода первого сингла «Neverending Love» песня попала в радиопередачу «Sommartoppen» и соревновалась за звание лучшей в шведском радиочарте. Голосование за песни осуществлялось почтовыми открытками, которые слушатели должны были посылать на радиостанцию по почте. Гессле обзвонил всех своих друзей и радиостанция получила необычное число голосов, поданных за песню, однако в этом не было необходимости. Песня и без того получила очень много голосов слушателей и стала самым популярным хитом лета 1986 года в Швеции.
Альбом провёл в чарте шведских альбомов 12 недель, из них 3 недели держался на 2 месте (самая высокая позиция), ремастированное переиздание 1997 года повторно попало в национальный рейтинг ещё на одну неделю.
| Год       | Чарт       | Высшая позиция | Пребывание в чарте |
| --------- | ---------- | -------------- | ------------------ |
| 1986—1987 | Topplistan | 2              | 12 недель          |
| 1997      | Topplistan | 48             | 1 неделя           |

## Сертификации
| Регион       | Сертификация | Продажи |
| ------------ | ------------ | ------- |
| Швеция (GLF) | Платиновый   | 160,000 |

По другим данным альбом был продан в количестве 200 000 экземпляров.